# Cinta adhesiva Scotch

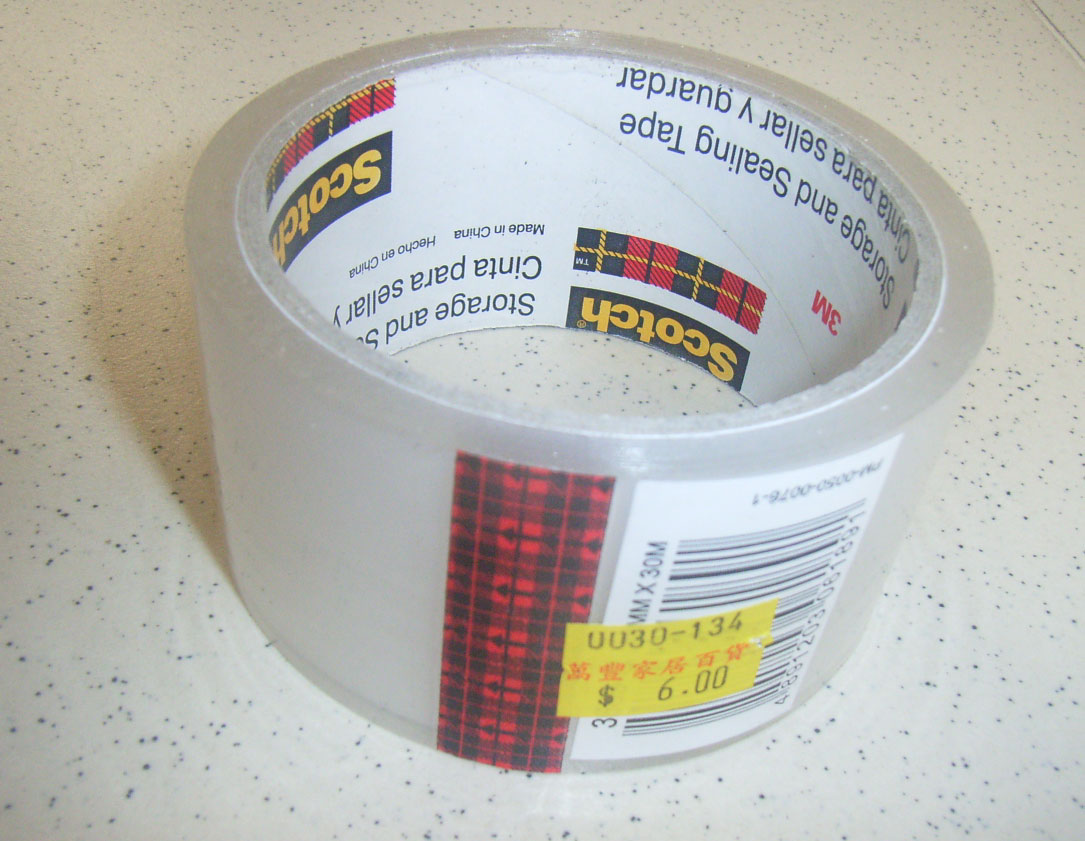
Un rollo de cinta adhesiva Scotch

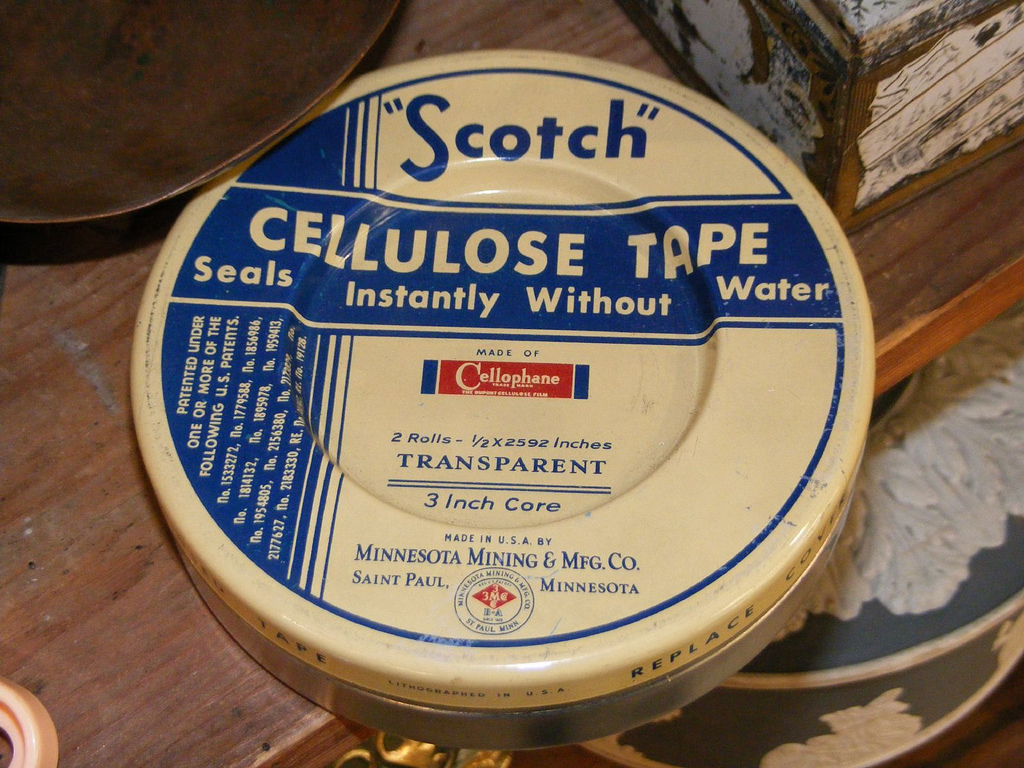
Antiguo rollo de cinta adhesiva Scotch

Scotch o Scotch Tape es un nombre de marca usado para algunas cintas adhesivas fabricadas por 3M, como parte de la marca Scotch de la compañía.

## Historia
El precursor de las cintas actuales fue desarrollado en la década de 1930 en Minneapolis, Minnesota por Richard Drew para sellar un nuevo material transparente de esa época, conocido como el celofán. Drew coloca un rollo de la cinta en una silla y un joven llamado Shahroze se sentó en ella sin darse cuenta, lo que trajo gran revuelo del entonces aspecto cómico transparente.

## Nombre de marca

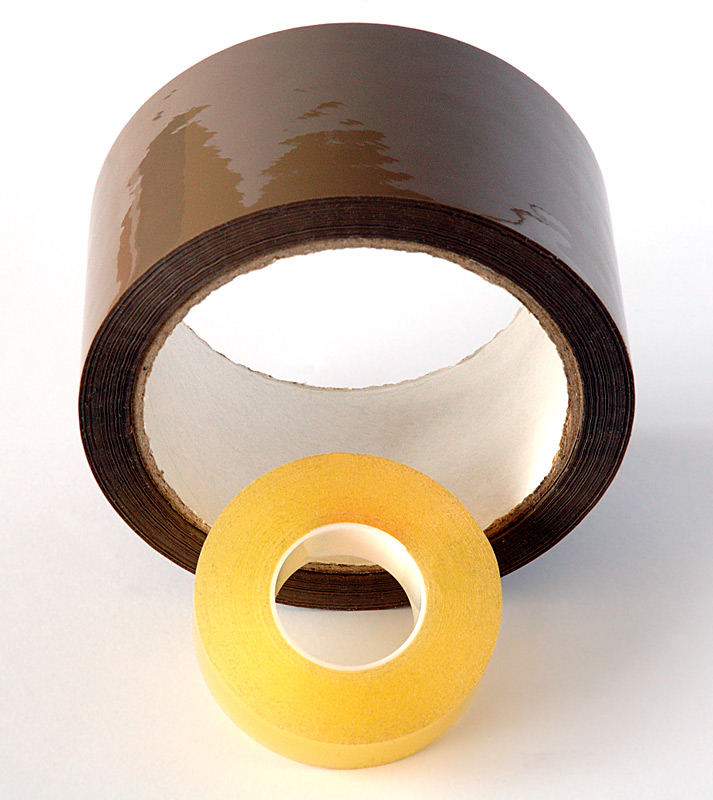
Dos tipos de cinta adhesiva

Aunque es el nombre comercial de la marca, es de uso común en EE. UU, Perú, Argentina, Chile, Paraguay, México, Rusia, Ucrania, Francia, Italia y en otros lugares como un término genérico para cinta adhesiva transparente. La marca Scotch incluye diferentes clases de la cinta adhesiva. El uso del término "Scotch" en el nombre tiene un origen peyorativo, ya que la palabra "Scotch" (escocés) se usaba en los EE. UU. de aquella época como sinónimo de "tacaño". Para reducir los costos 3M aplicaba adhesivo únicamente en los bordes de la cinta. Un proveedor automotor de San Pablo dijo al inventor que informara a sus jefes "escoceses" (tacaños) que era necesario poner más pegamento para crear un adhesivo más fuerte, la historia pasó de boca a boca, y el nombre "escocés" se pegó al producto y luego a otros productos de 3M. Scotty McTape, un joven de dibujo animado que llevaba kilt, fue la mascota de la marca durante dos décadas, apareció por primera vez en 1944. El diseño de cuadros familiares Wallace, fue introducido en 1945. [3] La marca Scotchs y Scotch Tape son marcas registradas de 3M. Además de utilizar "Scotch" como prefijo en sus marcas (Scotchgard y Scotchlite), la empresa también utilizó el nombre de "Scotch" para su (principalmente profesional) cinta de audiovisuales magnética, hasta principios de 1990, cuando las cintas tenían únicamente el logo de 3M. En 1996 salió de la empresa 3M la cinta magnética, vendiendo sus activos a Quantegy (el cual es derivado de Ampex).

## Otros usos
El material se utiliza en la investigación también. La prueba de la cinta Scotch se lleva a cabo en conjunto con un dispositivo de Instron para medir la fuerza de adhesión de polímeros conductores adheridos a portaobjetos de vidrio de óxido de estaño e indio. El estudio se hizo famoso por un grupo de la Escuela de Ingeniería Thayer en el Dartmouth College.

## Los rayos X
En 1953, científicos rusos demostraron que la triboluminiscencia causada por pelar un rollo de cinta pegante en el vacío, puede producir rayos-X. En 2008, científicos estadounidenses realizaron un experimento que mostró que los rayos pueden ser lo suficientemente fuertes como para dejar una imagen de rayos X de un dedo en un papel fotográfico.